# Atemäquivalent
Das Atemäquivalent oder Ventilationsäquivalent ist ein Maß für die Effektivität der Atmung. Das Atemäquivalent für O2 (EQO2) gibt die Menge eingeatmeter Luft an, die notwendig ist, um einen Liter Sauerstoff in das Blut aufzunehmen. Das Atemäquivalent für CO2 (EQCO2) gibt die Menge ausgeatmeter Luft an, die notwendig ist, um einen Liter Kohlendioxid aus dem Blut abzugeben.
Das Atemäquivalent EQO2 beträgt in Ruhe ca. 28,7, für EQCO2 etwa 33,5. Ein erhöhter Wert in Ruhe deutet auf eine Vergrößerung des Totraums oder Hyperventilation. Eine Verringerung deutet auf eine Störung des Atemzentrums, zum Beispiel durch Opiate.
Unter  Belastung erhöhen sich Atemtiefe und Atemfrequenz. Wird die Belastung stufenweise gesteigert wie bei der Spiroergometrie, sinkt das Atemäquivalent zunächst auf etwa 20, die Atmung wird ökonomischer. Bei höherer Belastung steigt das Atemäquivalent wieder an, wobei Grenzwerte von 30–35 erreicht werden, die Atmung wird unökonomischer. Die  Stelle, an der das Atemäquivalent seinen tiefsten Wert erreicht, wird als respiratorische Schwelle bezeichnet. Diese wird in der Literatur mit der anaeroben Schwelle gleichgesetzt.